# Hugo Mallo
Hugo Mallo, teljes nevén Hugo Mallo Novegil (Marín, 1991. június 22. –) spanyol labdarúgó, 2024-tól a görög Árisz játékosa.

## Pályafutása
Mallo játszott Marín két legnagyobb csapatában mielőtt a Celtához igazolt volna. Első szezonjában 25 mérkőzésen játszott. A 2011–2012-es szezonban csapata mind a 34 mérkőzésén játszott, és második helyezettként 5 év után visszajutottak az élvonalba. Az élvonalban 2012. augusztus 18.-án debütált egy Málaga elleni hazai 0-1-es vereséggel.  2013. január 9-én Mallo térdsérülést szenvedett a Real Madrid elleni Spanyol labdarúgókupa mérkőzésen,amely miatt a szezon hátralevő mérkőzésein nem játszhatott.

## Statisztika
2018. augusztus 27. szerint
| Klub             | Szezon           | Bajnokság | Bajnokság | Kupa  | Kupa | Nemzetközi | Nemzetközi | Összesen | Összesen |
| Klub             | Szezon           | Mérk.     | Gól       | Mérk. | Gól  | Mérk.      | Gól        | Mérk.    | Gól      |
| ---------------- | ---------------- | --------- | --------- | ----- | ---- | ---------- | ---------- | -------- | -------- |
| RC Celta de Vigo | 2009–10          | 25        | 0         | 4     | 0    | 0          | 0          | 29       | 0        |
| RC Celta de Vigo | 2010–11          | 30        | 1         | 0     | 0    | 0          | 0          | 30       | 1        |
| RC Celta de Vigo | 2011–12          | 34        | 0         | 3     | 0    | 0          | 0          | 37       | 0        |
| RC Celta de Vigo | 2012–13          | 17        | 0         | 4     | 0    | 0          | 0          | 21       | 0        |
| RC Celta de Vigo | 2013–14          | 33        | 0         | 2     | 0    | 0          | 0          | 35       | 0        |
| RC Celta de Vigo | 2014–15          | 28        | 1         | 1     | 0    | 0          | 0          | 29       | 1        |
| RC Celta de Vigo | 2015–16          | 34        | 1         | 7     | 0    | 0          | 0          | 41       | 1        |
| RC Celta de Vigo | 2016–17          | 23        | 2         | 6     | 0    | 12         | 1          | 42       | 3        |
| RC Celta de Vigo | 2017-18          | 34        | 0         | 4     | 0    | 0          | 0          | 38       | 0        |
| Celta Vigo       | Celta Vigo       | 258       | 5         | 31    | 0    | 12         | 1          | 301      | 6        |
| Karrier összesen | Karrier összesen | 255       | 5         | 31    | 0    | 12         | 1          | 301      | 6        |

## Fordítás
Ez a szócikk részben vagy egészben  a   Hugo Mallo című angol Wikipédia-szócikk ezen változatának fordításán alapul.  Az eredeti cikk szerkesztőit annak laptörténete sorolja fel. Ez a jelzés csupán a megfogalmazás eredetét és a szerzői jogokat jelzi, nem szolgál a cikkben szereplő információk forrásmegjelöléseként.